# Hubert Meunier
Pour les articles homonymes, voir Meunier.
Hubert Meunier, né le 14 décembre 1959 à Differdange au Luxembourg, est un footballeur international luxembourgeois, qui évoluait au poste de défenseur.

## Biographie

### Carrière de joueur
Avec les clubs du Progrès Niederkorn, de l'AS Jeunesse d'Esch et de l'Avenir Beggen, Hubert Meunier dispute six matchs en Ligue des champions, pour un but inscrit, quatre matchs en Coupe des coupes, et quatre matchs en Coupe de l'UEFA,. Il inscrit son seul but en Ligue des champions le 16 septembre 1981, lors d'un match contre le Glentoran FC comptant pour le premier tour préliminaire de cette compétition.

### Carrière internationale
Hubert Meunier compte 55 sélections avec l'équipe du Luxembourg entre 1978 et 1989,. 
Il est convoqué pour la première fois en équipe du Luxembourg par le sélectionneur national Louis Pilot, pour un match des éliminatoires de l'Euro 1980 contre la France le 7 octobre 1978. Il commence la rencontre comme titulaire, et sort du terrain à la 62e minute de jeu, en étant remplacé par Aldo Catani. Le match se solde par une défaite 3-1 des Luxembourgeois. 
Il reçoit sa dernière sélection le 1er juin 1989 contre la Belgique, lors d'un match des éliminatoires de la Coupe du monde 1990. Le match se solde par une défaite 5-0 des Luxembourgeois.
À douze reprises, il porte le brassard de capitaine de la sélection luxembourgeoise.

## Palmarès
- Avec le Progrès Niederkorn
  - Champion du Luxembourg en 1978 et 1981
  - Vainqueur de la Coupe du Luxembourg en 1977 et 1978

- Avec l'AS Jeunesse Esch
  - Champion du Luxembourg en 1983 et 1985

- Avec l'Avenir Beggen
  - Champion du Luxembourg en 1986
  - Vainqueur de la Coupe du Luxembourg en 1987